# Jeong Do Jeon

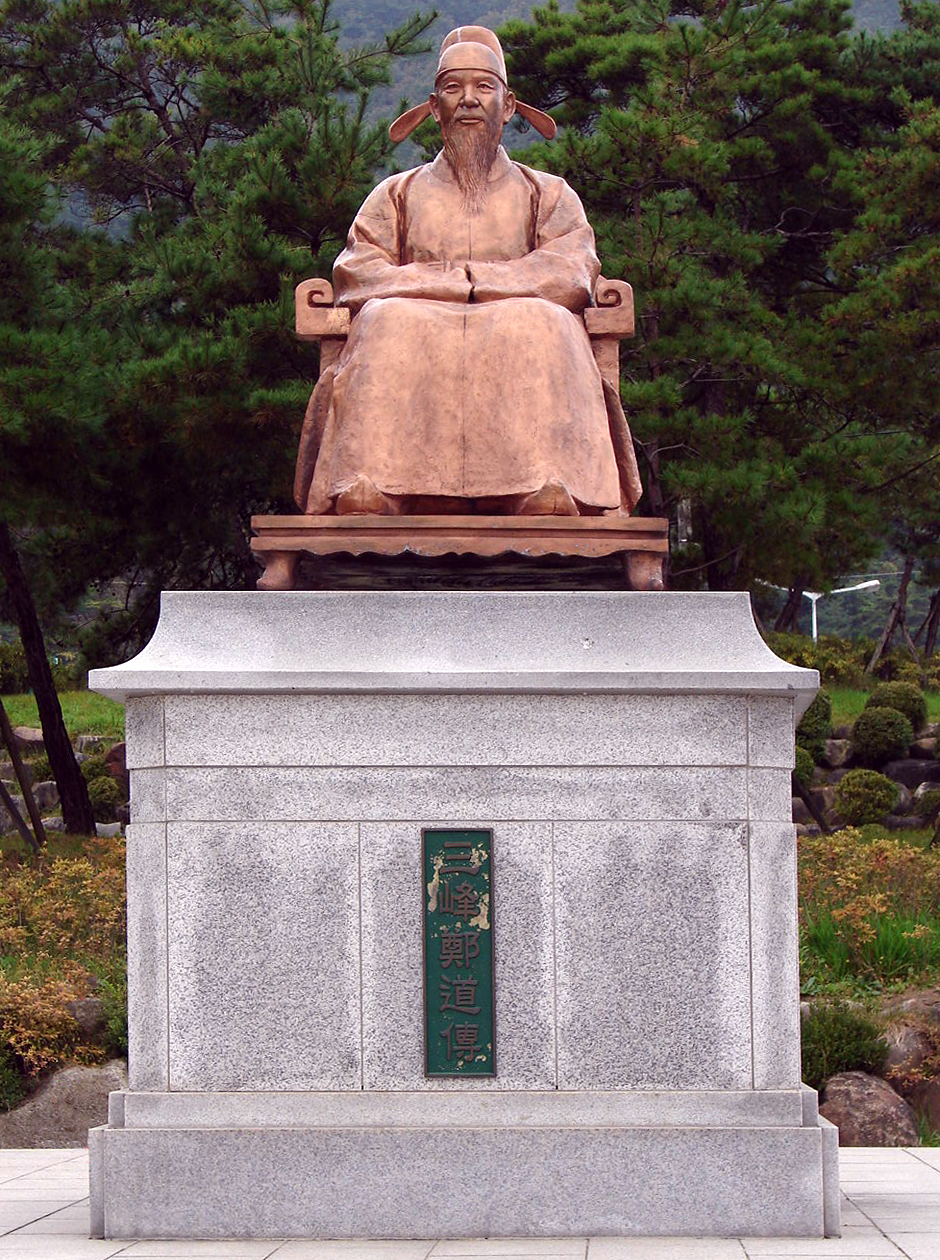
Estatua de Sambong

Jeong Do Jeon (hangul: 정도전, hanja:鄭道傳; 1342-1398), también conocido por el seudónimo Sambong, fue un erudito y político medieval coreano. Fue un ideólogo influencial neoconfuciano y asesor cercano de Yi Seonggye, el fundador de la dinastía Joseon.

## Antecedentes
La familia de Jeong, de origen plebeyo, desde hacía cuatro generaciones había empezado a ascender en la escala social coreana; así, su padre fue el primero de la familia en obtener un cargo en el gobierno. Sin embargo, a pesar de su puesto siguió siendo pobre, y virtualmente no dejó ninguna herencia para su hijo. La niñez de Jeong en la pobreza aparentemente tuvo un profundo impacto en su pensamiento filosófico. 
Junto con otros pensadores de la época, entre ellos Jeong Mong-ju, Jeong Dojeon fue estudiante de Yi Saek. Jeong también fue un amigo cercano de Yi Seonggye, el futuro fundador de la Dinastía Joseon. Los dos se conocieron en 1383, cuando Jeong lo visitó en la provincia de Hamgyong. Sus ideas políticas tuvieron un impacto duradero en las políticas de la dinastía.

## Pensamiento
Jeong Dojeon se opuso al Budismo al final del período Goryeo. Era estudiante de Zhu Xi, y usando la filosofía neoconfuciana de Cheng-Zhu como la base de su polémica antibudista, criticó al Budismo en varios tratados calificándolo de corrupto en sus prácticas, y nihilista y antinomiano en sus doctrinas. Fue además miembro fundador de la Seonggyungwan, la Real Academia Confuciana, y uno de sus primeros docentes.
Jeong fue uno de los primeros eruditos coreanos en referirse a su pensamiento como silhak o "conocimiento práctico". No obstante él no es considerado entre los miembros de la tradición Silhak, que apareció mucho tiempo después durante el período Joseon.
En cuanto a la política, Jeong aseguraba que el gobierno, incluyendo el mismísimo rey, tiene su razón de ser en el bienestar del pueblo. Su legitimidad sólo podía surgir del servicio público benevolente. Precisamente basándose en esta observación, él consideró legítimo el derrocamiento de la dinastía Goryeo, argumentando que los gobernantes de la dinastía habían perdido su derecho a gobernar.
Jeong dividió la sociedad en tres clases: una clase baja de agricultores y artesanos, una clase media de intelectuales, una pequeña clase alta de burócratas. Cualquier individuo fuera de aquel sistema, incluyendo a los monjes budistas, chamanes y artistas, él lo consideraba una amenaza "nociva" al orden social.